# Bhopal Express
Bhopal Express – bollywoodzki dramat z 1999 roku poświęcony katastrofie w Bhopal, podczas której w ciągu jednej nocy w 1984 roku od gazu ulatniającego się z fabryki pestycydów zginęło kilka tysięcy osób. W rolach głównych wystąpili Kay Kay Menon (Hazaaron Khwaishein Aisi), Nethra Raghuraman nagrodzona za debiut, Naseeruddin Shah. W roli drugoplanowej Vijay Raaz (Company). Debiutujący reżyser Mahesh Mathai namówił też w tym filmie do powrotu do gry aktorkę z przeszłości Zeenat Aman, tworzącą ciekawą relację w parze z Naseeruddinem.  Film nakręcono w ciągu 35 dni w Hajdarabadzie, aby w Bhopalu nie rozdrapywać ran.
Mottem do tej opowieści są słowa Milana Kundery Zmaganie się człowieka przeciwko sile jest zmaganiem się pamięci przeciwko zapomnieniu. Ten, zaadaptowany przez Davida Lyncha, film powstał po to, aby po 15 latach ożywić pamięć tragedii tylu ludzkich losów. 

## Fabuła
Tuż po święcie Karwa Ćaut, podczas którego młodziutka mężatka (Nethra Raghuraman) pości cały dzień modląc się o długie życie męża, małżonkowie muszą się rozstać. Zgodnie z tradycją powinna teraz wyjechać na jakiś czas do matki, by uniknąć poczęcia dziecka w dni uznane przez astrologów za niekorzystne. Urzeczeni sobą rozstają się z trudem. Smutnego męża (Kay Kay Menon) próbuje pocieszyć jego przyjaciel Bashir Khan (Naseeruddin Shah). Coraz bardziej odurzeni wesoło spędzają czas zachwycając się śpiewem (Zeenat Aman). Gdy wracają rozbawieni do domu, wpada na nich pędzący w panice tłum. W mieście doszło do katastrofy. Tysiące ludzi umiera od wydzielającego się z fabryki gazu.

## Tło opowiedzianej w filmie historii
Film opowiada prawdziwą historię. W nocy z 2 na 3 grudnia 1984 roku, zaledwie miesiąc po zamachu na Indirze Gandhi i związanych z tym zamieszkach skierowanych przeciw sikhom, w półtoramilionowym mieście Bhopal na skutek awarii w fabryce Union Carbide 43 tony trującego gazu doprowadziły do natychmiastowej śmierci tysięcy ludzi. Mieszkańcy Bhopalu zostali zaskoczeni we śnie. Ci, którzy się obudzili, daremnie uciekali ulicami miasta. Wiele osób zostało stratowanych, o wiele więcej zatrutych. W następnych latach umierały kolejne ofiary katastrofy. W sumie do dziś uważa się, że zmarło 16-20 tysięcy mieszkańców Bhopalu i okolic a około pół miliona do teraz cierpi z powodu rozmaitych, poważnych chorób. To największa w historii katastrofa w przemyśle. Nazwano ją „Hiroszimą przemysłu chemicznego". Przyczyną awarii były m.in. „oszczędności" firmy, która do produkcji pestycydów stosowała wycofany z użycia trujący izocyjanian metylu. Jeszcze w 30 lat po zdarzeniu dla wielu ludzi tragedia trwa.

## Muzyka i piosenki
Muzykę do filmu skomponowało trio Shankar-Ehsaan-Loy. 
- Aaj Jaane Ki Zidd Na Karo
- December 2nd, 1984
- Hum Kaise Log Hai
- Is Nagari Mein
- Tu Kaun Hai
- Udan Khatola